# Марулас
Марулас (на гръцки: Μαρουλάς) е село в Република Гърция, разположено на остров Крит, дем Ретимно. Намира се на 10 km югоизточно от град Ретимно на 240 m надморска височина.
Според местна легенда селото носи името на пастирката Марула, която докато пасяла стадо овце в околността, открила тук извор с чиста вода. С това име за първи път селото се споменава през 1577 г. от италианския математик и астроном Франческо Бароци, роден също на Крит,
в град Ираклио. Днес много сгради в селото датират от времето, когато венецианците владеят острова - както жилищни сгради с бойници, на сводестите врати на някои от които все още стоят венециански гербове, така също и двете оцелели кули, изградени в първата половина на XVII в., мелницата, многото арки и характерните тесни улички.
Всъщност районът е обитаван още от дълбока древност, тъй като в непосредствена близост до днешното Марулас е открито гробище от следдворцовия минойски период с каменни издълбани гробници, в които са намерени голям брой бронзови съдове, оръжия, керамика, накити, печати и др., които понастоящем са изложени в Археологическия музей на Ретимно.
На хълма над селото е построена църквата Св. Илия, откъдето се открива красива панорама към Критско море.

## Население
Според преброяването от 2011 г. населението на Марулас възлиза на 486 жители. През 1923 г. в селото се заселват и бежанци от Мала Азия.